# Aqua (Manga)
Aqua (jap. アクア) ist ein Manga der japanischen Zeichnerin Kozue Amano aus dem Jahr 2001. Die Reihe wurde später unter dem Titel Aria (アリア) fortgesetzt und es entstanden drei Anime-Fernsehserien. Zusätzlich wurde eine OVA produziert.
Die Reihe handelt von einer Welt, in der der Mars besiedelt wurde und großteils von Wasser bedeckt ist. Das Werk lässt sich den Genres Drama und Science Fiction zuordnen.

## Inhalt

### Welt
Zu Beginn des 23. Jahrhunderts wurde der Mars für den Menschen bewohnbar gemacht. Große Teile des Planeten sind von Wasser bedeckt, weshalb er in Aqua umbenannt wurde.
Auf Aqua gibt es eine Stadt namens Neo-Venezia, die ein Nachbau des Erd-Venedigs ist. Dort dürfen in den Kanälen nur Gondeln fahren, aller anderer Verkehr geht durch die Luft. Mit den Gondeln fahren vor allem Touristen. Sie werden von sogenannten Undinen gelenkt, weibliche Gondolieren, die auch singen und durch die Stadt führen. Unter den Unternehmen, die Gondeln betreiben, gibt es drei besonders Bekannte: die Aria Company, die Firma Himeya und die Firma Orange Planet. Alle Unternehmen haben in der Regel de jure eine gleichnamige blauäugige Katze als Direktor (de facto: Maskottchen), weil diese auf Aqua als besondere Glücksbringer gelten. Dass diese Namenskonvention nicht immer eingehalten wird zeigt beispielsweise Direktorin Maa von Orange Planet. Diese Katzen sind zudem besonders intelligent, wenn sie auch nicht reden können.
Ein aquarianisches Jahr dauert exakt zwei Erdjahre, weshalb es eine eigene Zeitrechnung (AC: Aqua Calendar) mit 24 Monaten pro Jahr gibt, wobei je 6 Monate eine Jahreszeit bilden. Die Bewohner des Planeten feiern ihren „echten“ Geburtstag nur einmal im aquarianischen Jahr; 12 Monate versetzt im AC-Kalender feiern sie „Zusatzgeburtstag“.
Aqua ist eine Welt, auf der es viele unerklärliche Phänomene gibt, eine Welt der Geister, Träume und Wunder, die allerdings unbemerkt von den meisten Bewohnern existiert, für die das nur Sagen und Erzählungen sind.

### Handlung
Das Mädchen Akari Mizunashi kommt von der Erde nach Neo-Venezia, um dort Undine zu werden. Um sich diesen Traum zu erfüllen, beginnt sie eine Lehre bei der Aria Company. Ihre Lehrerin wird Alicia Florence, eine der drei besten Undinen der Stadt. Bald freundet sie sich mit Aika S. Granzchesta von Himeya und Alice Carroll von Orange Planet an, die auch Lehrlinge sind. In der folgenden Zeit versuchen Akari und ihre Freundinnen, zu den besten Undinen der Stadt zu werden. Während ihrer Fahrten durch die Stadt begegnen sie den unterschiedlichsten Personen und Geschichten.
Obwohl im Verlaufe der insgesamt 14 Bände (2 Aqua, sowie 12 Aria) mehrfach die verschiedenen Jahreszeiten auf Aqua Einzug halten, spielt sich die gesamte Handlung in den Jahren 2301 bis 2303 ab. Diese vier Erdjahre würden 2 aquarianischen Jahren entsprechen, aber es vergehen mindestens 3 vollständige aquarianische Jahre im Verlauf der Handlung.

### Charaktere
Akari Mizunashi (水無 灯里)
Die 16-jährige Akari ist sehr neugierig und bestaunt alles für sie Neue in der fremden Stadt. Sie ist immer offen und freundlich und kommt mit allen Menschen gut zurecht. Akari hat die Eigenschaft die Wunder von Aqua zu erkennen und wird mit der Zeit selbst ein Teil der geheimen Welt von Aqua.
Alicia Florence (アリシア・フローレンス)
Die 19 Jahre alte Lehrmeisterin von Akari wird als eine der drei besten Undinen von Neo-Venezia auch Schneewittchen (白き妖精) genannt. Sie ist auch eine der beliebtesten Undinen und ist immer fröhlich, kichert oft und mag es, andere zu ärgern.
Aika S. Granzchesta (藍華・S・グランチェスタ)
Auch Akaris Freundin ist 16 Jahre alt. Sie ist die Tochter des Besitzers der Firma Himeya und soll so auch das Unternehmen erben, worauf sie sich jedoch nicht allzu sehr freut. Sie ist eine talentierte Undine und darauf auch sehr stolz. Ihrer Lehrmeisterin ist Akira E. Ferrari (晃・E・フェラーリ), die ebenfalls zu den drei besten Undinen in Neo-Venezia zählt. Jedoch verehrt sie auch Alicia Florence von der Aria Company.
Alice Carroll (アリス・キャロル)
Die 14-jährige Alice ist für ihr Alter sehr begabt und kann daher gut mit ihren älteren Freundinnen mithalten. Sie wird von Athena Glory (アテナ・グローリィ) ausgebildet, der dritten der drei besten Undine von Neo-Venezia.
Akatsuki Izumo (出雲 暁)
Akatsuki arbeitet als Salamander auf einer der fliegenden Inseln, kommt aber oft nach Neo-Venezia. Dort verbringt er seine Zeit meist mit Akari und reizt diese gern. Er spricht oft davon, Alicia zu lieben, fühlt sich aber auch zu Akari hingezogen. Er hat einen großen Bruder, der ihn oft zur Weißglut treibt.

## Manga

### Aqua
Der Manga Aqua von Kozue Amano erschien von Juli 2001 bis Oktober 2002 im Magazin Stencil des Verlags Enix. Die Kapitel wurden in zwei Sammelbänden (Tankōbon) zusammengefasst.
Die Reihe wurde unter anderem auf Englisch, Französisch, Spanisch und Italienisch übersetzt. Die beiden deutschen Bände wurden vom Verlag Tokyopop im September 2006 und Januar 2007 veröffentlicht. Die Übersetzung stammt von Keiko Ando.

### Aria
Ab November 2002 erschien die Reihe Aqua unter dem Titel Aria im Magazin Comic Blade von Mag Garden. Die Reihe wurde mit der Veröffentlichung des letzten Kapitels im April 2008 beendet. Der Manga wird ebenfalls in zwölf Tankōbon zusammengefasst veröffentlicht.
Der Manga wurde auf Englisch, Spanisch und Italienisch übersetzt. Auf Deutsch erschien der Manga unvollständig in zwei Bänden am 28. August 2006 beziehungsweise 1. Dezember 2006 bei Tokyopop. Eine Neuauflage erschien ab 22. Dezember 2009 ebenfalls bei Tokyopop und wurde am 10. März 2011 in sechs Doppelbänden abgeschlossen.

## Anime
Im Jahr 2005 produzierte das Studio Hal Film Maker eine 13-teilige Anime-Fernsehserie zum Manga Aria unter dem Titel Aria The Animation. Dabei führte Junichi Sato Regie, das Charakter-Design entwarf Makoto Koga und die künstlerische Leitung übernahm Junichiro Nishikawa. Die Serie wurde vom 5. Oktober 2005 an auf dem Sender TV Ōsaka ausgestrahlt, einige Tage später begannen die Ausstrahlungen auf den Sendern AT-X, TV Aichi, TV Hokkaido, TV Q Kyūshū, TV Setōchi und TV Tokyo. Die Erstausstrahlung auf TV Osaka dauerte bis zum 28. Dezember 2005 an.
2006 wurde eine zweite Staffel mit 26 Folgen unter dem Titel Aria The Natural produziert, bei der die künstlerische Leitung von Hiroshi Yoshikawa übernommen wurde. An der Produktion waren auch die Studios GAINAX und Production I.G beteiligt. Die Staffel wurde vom 2. April 2006 bis zum 24. September 2006 auf den Sendern AT-X, TV Aichi, TV Osaka und TV Tokyo ausgestrahlt.
Am 21. September 2007 wurde eine 30-minütige OVA mit dem Titel Aria The OVA – Arietta veröffentlicht. Die OVA wurde zuvor am 2. September auf dem Sender AT-X gesendet.
Eine dritte Staffel mit dem Titel Aria The Origination wurde 2007 und 2008 produziert. Bei dieser Staffel war Kenichi Tajiri künstlerischer Leiter. Die Serie mit 13 Folgen wurde vom 7. Januar bis zum 31. März 2008 auf den Sendern AT-X, TV Aichi, TV Osaka und TV Tokyo ausgestrahlt.
Zwischen dem 24. September 2015 und dem 24. Juni 2016 erschien die dreiteilige OVA Aria The Avvenire. Künstlerischer Leiter ist Masahiro Satō und die Animationen werden von TYO Animations angefertigt.
Die ersten beiden Staffeln der Serie wurden vom Sender Animax auch in Südkorea gesendet. Das amerikanische Unternehmen Right Stuf lizenzierte den Anime für Nordamerika und will diesen ab September 2008 auf DVD veröffentlichen.

### Synchronisation
| Rolle               | Japanischer Sprecher (Seiyū) |
| ------------------- | ---------------------------- |
| Akari Mizunashi     | Erino Hazuki                 |
| Alicia Florence     | Sayaka Ōhara                 |
| Aika S. Granzchesta | Chiwa Saitō                  |
| Alice Carroll       | Ryō Hirohashi                |
| Akatsuki Izumo      | Hirofumi Nojima              |

### Musik
Die Musik der Serien wurde von Choro Club und Takeshi Senoo produziert. Als Vorspanntitel der ersten Staffel verwendete man Undine von Yui Makino, als Abspann Rainbow von ROUND TABLE feat. Nino. Bei der zweiten Staffel wurden folgende Lieder verwendet:
Vorspann
- Euforia von Yui Makino
- Undine von Yui Makino
- Euforia~Hikigatari ver~ von Yui Makino

Abspann
- Natsumachi von ROUND TABLE feat. Nino
- Smile Again von Erino Hazuki
- Rainbow von ROUND TABLE feat. Nino

Für die OVA wurde Nanairo no Sora o von SONOROUS als Vorspannlied verwendet, Ashita, Yuugure Made von Erino Hazuki für den Abspann. Das Vorspannlied der dritten Staffel, Spirale, wurde gesungen von Yui Makino, der Abspanntitel Kin no Nami Sen no Nami wurde produziert von Akino Arai.

## Weitere Adaptionen

### Hörspiel
Zu Aria und Aqua erschienen mehrere Hörspiele auf CD. Dabei werden die Charaktere von anderen Sprechern als im Anime gesprochen.

### Bücher
Es erschienen zu Aqua und Aria mehrere Artbooks und ein Führer durch die Welt von Aqua.
Außerdem erschienen im Januar 2008 zwei Light Novels bei Mag Garden. Mizu no Miyako to Kanashiki Utahime no Monogatari (水の都と哀しき歌姫の物語) wurde von Ayuna Fujisaki geschrieben. Die zweite, Shiki no Kaze no Okurimono (四季の風の贈り物) stammt von Mari Okada, Ayuna Fujisaki, Tatsuhiko Urahata und Reiko Yoshida.

## Rezeption
Dirk Deppey vom Comic Journal spricht bei Aqua und Aria von „eine der besten Comicserien für Grundschulmädchen“ und „einem Meisterwerk der Erzählkunst und Illustration“. Die Reihe wurde für die Magie der Bilder und die futuristische Welt gelobt. Die Zeichnungen seinen detailreich und die Linien klar. Laut Christel Scheja von Splashcomics geht es in der Geschichte um die Begeisterung für eine Arbeit, die man sich erträumt hat und Freundschaft zwischen Kollegen. Die Zeichnungen seien warmherzig und die Handlung ruhig erzählt und sehr besinnlich. Es fehlen jedoch Spannung und Höhepunkte.
Der Anime wurde bei einer Umfrage des Sender TV Asahi 2006 unter die 100 beliebtesten Fernseh-Anime gewählt.